# Rémi Garde
Rémi Garde (ur. 3 kwietnia 1966 w L’Arbresle) – francuski trener piłkarski i piłkarz, który grał na pozycji środkowego obrońcy.

## Kariera klubowa
Karierę piłkarską Garde rozpoczął w klubie Olympique Lyon. W sezonie 1987/1988 stał się członkiem kadry pierwszej drużyny prowadzonej przez Roberta Nouzareta. W nim zadebiutował w rozgrywkach Ligue 2, ale dopiero od sezonu 1988/1989 stał się podstawowym zawodnikiem drużyny. Wtedy też awansował z Lyonem z drugiej do pierwszej ligi. W Lyonie nie odniósł więcej sukcesów i występował w nim do lata 1993 roku. Łącznie dla tego klubu rozegrał 145 spotkań i strzelił 2 bramki.
W 1993 roku Garde przeszedł do innego pierwszoligowego klubu, Racingu Strasbourg. Tam stworzył parę środkowych obrońców wraz z innym reprezentantem Francji, Frankiem Frank Lebœufem. W klubie ze Strasburga spędził trzy sezony i wystąpił dla niego 68 razy. W tym czasie trzykrotnie trafiał do siatki rywala. W 1995 roku awansował z Racingiem do finału Pucharu Francji, jednak jego klub uległ w nim 0:1 stołecznemu Paris Saint-Germain.
Latem 1996 roku Garde ponownie zmienił barwy klubowe i został zawodnikiem Arsenalu, do którego polecił go francuski szkoleniowiec Arsène Wenger. Rémi został piłkarzem „The Gunners” w tym samym dniu co jego rodak, Patrick Vieira. W Premier League zadebiutował 26 października w wygranym 3:0 domowym meczu z Leeds United. W Arsenalu miał pełnić funkcję dublera dla innego Francuza, Emmanuela Petita. W 1998 roku wywalczył dublet - mistrzostwo i Puchar Anglii, jednak w 1999 roku zakończył karierę w wieku 33 lat z powodu kontuzji. W barwach Arsenalu zagrał w 31 spotkaniach ligowych.
| Sezon   | Klub           | Kraj    | Rozgrywki      | Mecze | Bramki |
| ------- | -------------- | ------- | -------------- | ----- | ------ |
| 1987/88 | Olympique Lyon | Francja | Ligue 2        | 1     | 0      |
| 1988/89 | Olympique Lyon | Francja | Ligue 2        | 32    | 5      |
| 1989/90 | Olympique Lyon | Francja | Ligue 1        | 31    | 4      |
| 1990/91 | Olympique Lyon | Francja | Ligue 1        | 24    | 3      |
| 1991/92 | Olympique Lyon | Francja | Ligue 1        | 24    | 1      |
| 1992/93 | Olympique Lyon | Francja | Ligue 1        | 33    | 9      |
| 1993/94 | RC Strasbourg  | Francja | Ligue 1        | 21    | 1      |
| 1994/95 | RC Strasbourg  | Francja | Ligue 1        | 31    | 2      |
| 1995/96 | RC Strasbourg  | Francja | Ligue 1        | 16    | 0      |
| 1996/97 | Arsenal F.C.   | Anglia  | Premier League | 11    | 0      |
| 1997/98 | Arsenal F.C.   | Anglia  | Premier League | 10    | 0      |
| 1998/99 | Arsenal F.C.   | Anglia  | Premier League | 10    | 0      |

## Kariera reprezentacyjna
W reprezentacji Francji Garde zadebiutował 21 stycznia 1990 roku w wygranym 1:0 towarzyskim meczu z Kuwejtem. W 1992 roku został powołany przez selekcjonera Michela Platiniego do kadry na Euro 92, jednak nie wystąpił tam w żadnym spotkaniu. Swój ostatni mecz w kadrze „Tricolores” rozegrał jeszcze przed mistrzostwami, a konkretnie 27 maja przeciwko Szwajcarii (1:2). Łącznie wystąpił w niej 6 razy.

## Kariera trenerska
Po zakończeniu kariery Garde został szkoleniowcem. W 2003 roku został asystentem trenera Paula Le Guena i w latach 2004–2005 pomógł mu w dwukrotnym wywalczeniu mistrzostwa Francji. Po odejściu Le Guena Garde pomagał kolejnemu trenerowi, Gérardowi Houllierowi. W 2007 roku opuścił stanowisko asystenta.
22 czerwca 2011 roku został trenerem Olympique Lyon, zastąpił Claude Puela. 2 listopada 2015 został trenerem Aston Villi, a 29 marca 2016 został zwolniony z tej funkcji.
8 listopada 2017 został trenerem kanadyjskiego zespołu Montreal Impact.